# Træleopard
Træleoparden (latin: Neofelis nebulosa) er et mellemstort kattedyr, der bliver 60 til 110 cm lang og vejer mellem 11 og 20 kg. Dens pels er brun i et mønster, der gør den svær at se, når den f.eks. klatrer i et træ. Den lever i naturen i det sydlige Kina, det østlige Himalaya, det nordøstlige Indien, Sydøstasien og det Indonesiske Øhav.
Træleoparden har ifølge zoolog Per Christiansen, Zoologisk Museum, mange træk fælles med den nu uddøde sabeltiger.
Træleopard er stamfar til alle nulevende katte, ifølge Patrick Aryee.
- Træleopard
- Træleopard i Padmaja Naidu Himalayan Zoological Park
- Træleopard